# Merops muelleri
Merops muelleri е вид птица от семейство Meropidae.

## Разпространение
Видът е разпространен в Габон, Екваториална Гвинея, Камерун, Република Конго, Демократична република Конго, Кения и Централноафриканската република.